# Aït Khelili
Aït Khelili é uma cidade e comuna localizada na província de Tizi Ouzou, Argélia. Em 2008, sua população era de 11 627 habitantes.